# Leiria
Leiria – miejscowość w Portugalii, leżąca w dystrykcie Leiria, w regionie Centrum w podregionie Pinhal Litoral. Znajduje się tam stadion wybudowany na Mistrzostwa Europy w Piłce Nożnej 2004 noszący nazwę Estádio Municipal de Leiria. W mieście znajduje się stacja kolejowa Leiria.

## Zabytki
- Zamek w Leirii

## Gmina
Miejscowość jest siedzibą gminy o tej samej nazwie.
| Liczba ludności gminy Leiria (1801–2011) | Liczba ludności gminy Leiria (1801–2011) | Liczba ludności gminy Leiria (1801–2011) | Liczba ludności gminy Leiria (1801–2011) | Liczba ludności gminy Leiria (1801–2011) | Liczba ludności gminy Leiria (1801–2011) | Liczba ludności gminy Leiria (1801–2011) | Liczba ludności gminy Leiria (1801–2011) | Liczba ludności gminy Leiria (1801–2011) | Liczba ludności gminy Leiria (1801–2011) |
| ---------------------------------------- | ---------------------------------------- | ---------------------------------------- | ---------------------------------------- | ---------------------------------------- | ---------------------------------------- | ---------------------------------------- | ---------------------------------------- | ---------------------------------------- | ---------------------------------------- |
| 1801                                     | 1849                                     | 1900                                     | 1930                                     | 1960                                     | 1981                                     | 1991                                     | 2001                                     | 2004                                     | 2011                                     |
| 37 930                                   | 29 803                                   | 54 422                                   | 55 234                                   | 82 988                                   | 96 517                                   | 102 762                                  | 119 847                                  | 124 701                                  | 126 879                                  |

## Sołectwa
Sołectwa gminy Leiria (ludność wg stanu na 2011 r.)
- Amor – 4747 osób
- Arrabal – 2684 osoby
- Azoia – 2276 osób
- Bajouca – 2004 osoby
- Barosa – 2156 osób
- Barreira – 4102 osoby
- Bidoeira de Cima – 2250 osób
- Boa Vista – 1745 osób
- Caranguejeira – 4691 osób
- Carreira – 1166 osób
- Carvide – 2802 osoby
- Chainça – 772 osoby
- Coimbrão – 1735 osób
- Colmeias – 3278 osób
- Cortes – 3001 osób
- Leiria – 14 909 osób
- Maceira – 9914 osób
- Marrazes – 22 528 osób
- Memória – 807 osób
- Milagres – 3071 osób
- Monte Real – 2936 osób
- Monte Redondo – 4398 osób
- Ortigosa – 1971 osób
- Parceiros – 4664 osoby
- Pousos – 9763 osoby
- Regueira de Pontes – 2221 osób
- Santa Catarina da Serra – 4098 osób
- Santa Eufémia – 2327 osób
- Souto da Carpalhosa – 3863 osoby

## Miasta partnerskie
- Maringá, Brazylia
- Saint-Maur-des-Fossés, Francja
- Tokushima, Japonia
- Setúbal, Portugalia
- Olivenza, Hiszpania
- Rheine, Niemcy
- Halton, Wielka Brytania
- São Filipe, Republika Zielonego Przylądka
- Tongling, ChRL
- Nampula, Mozambik
- São Paulo, Brazylia